# Copper City
Copper City è un villaggio degli Stati Uniti d'America, situato nello Stato del Michigan, nella contea di Houghton.